# Alen Bokšić
Alen Bokšić, né le 21 janvier 1970 à Makarska (en Croatie alors partie de la Yougoslavie), est un footballeur international croate évoluant au poste d'attaquant.

## Carrière

### En club
Bokšić naît à Makarska et débute en jeunes dans le petit club local du HNK Zmaj Makarska (hr). Vite repéré, il rejoint les équipes de jeunes de l'Hajduk Split et rejoint naturellement les rangs de l'équipe première dès 1987 à l'âge de 17 ans. En quatre saisons avec l'Hajduk Split, il joue 174 matches et marque 60 buts décrochant deux Coupes de Yougoslavie en 1987 et en 1991. Il est d'ailleurs l'auteur du seul but de la finale de cette Coupe de Yougoslavie 1991 remporté aux dépens du FK Étoile rouge de Belgrade. Puissant et rapide, Bokšić devient l'un des grands espoirs du pays.
Ce but en finale de Coupe de Yougoslavie, mais également l'ensemble de ses performances réalisées depuis quelques mois confirment l'avis des recruteurs de l'Olympique de Marseille qui arrivent à le débaucher pour la saison 1991-1992. Mais le club phocéen dispose déjà de son quota d'étranger pour cette saison et il est prêté à l'AS Cannes alors en première division. Repéré par l'OM à Split, Alen Bokšić ne signe pas tout de suite à Marseille, la faute à un problème administratif. Les dirigeants de Cannes acceptent de l'accueillir une saison et de faire comme si l'idée venait d'eux. En raison d'un problème administratif d'homologation de contrat et de blessures à répétition, le Croate ne portera cependant qu'une seule fois la tunique blanche et rouge.
De retour de prêt à Marseille pour la saison 1992-1993, il réussit à s'imposer en attaque et à devenir le buteur de cette équipe de Marseille qui reste sur quatre titres de Champion de France de suite et apparait alors comme le club phare de l'Hexagone et une des meilleures équipes d'Europe avec des joueurs comme Basile Boli, Rudi Völler, Fabien Barthez, Abedi Pelé, Marcel Desailly ou Didier Deschamps. Durant cette unique saison sous le maillot marseillais, il marquera 33 buts (dont 23 buts en Championnat où il obtient le titre de meilleur buteur) et participe grandement au parcours victorieux de son équipe en Ligue des champions de l'UEFA. Durant cette campagne européenne, il marque 6 buts comme son coéquipier Rudi Völler (co-deuxième meilleur buteur derrière le joueur du PSV Eindhoven, Romário, 7 buts) et dispute dans son intégralité la finale victorieuse contre le Milan AC de Fabio Capello, champion d'Italie en titre, le 26 mai 1993 (1-0, but de Basile Boli).
À noter que le 22 mai 1993, Bokšić est l'auteur du seul but du match opposant son club au US Valenciennes-Anzin qui est à l'origine de l'Affaire VA-OM, affaire de corruption qui conduit les Marseillais en deuxième division et amène la Ligue de football professionnel à déchoir l'Olympique de Marseille (et donc Alen Bokšić) de son titre de Champion de France pour la saison 1992-1993.
Bokšić rejoint la Serie A italienne et la Lazio de Rome durant le mois de novembre 1993. Il y passe six saisons (1993 à 1996 puis de 1997 à 2000) durant lesquelles son rendement fut plutôt moyen : 31 buts en 115 matches. Durant ses trois premières saisons, il épaule Giuseppe Signori et Pierluigi Casiraghi dans ce qui sera une des meilleures attaques de Serie A au milieu des années 1990. Durant cette première période romaine, Bokšić ne gagne pourtant aucun titre se contentant d'une place de dauphin en 1994-1995 (derrière la Juventus de Turin) et de deux demi-finales de Coupe UEFA. Ses relations tumultueuses avec Zdeněk Zeman, l'entraineur romain, provoquent son départ du club à la fin de la saison 1995-1996. 
Prêté à la Juventus de Turin lors de la saison 1996-1997, il joue peu (22 matches - 3 buts) mais contribue au 24e titre de champion d'Italie du club piémontais et à la conquête en début de saison de la deuxième Coupe intercontinentale de l'histoire du club, remportée 1-0 aux dépens de River Plate (sur un but d'Alessandro Del Piero). Durant cette saison turinoise, il côtoie notamment Zinédine Zidane, ou Didier Deschamps croisé trois ans plus tôt à l'OM.
De retour dans l'effectif de la Lazio de Rome, il a de nouveau du mal à s'imposer au sein de l'attaque romaine, concurrencé il est vrai, par Marcelo Salas, Christian Vieri, Roberto Mancini ou Simone Inzaghi durant sa seconde période laziale (de 1997 à 2000) qui voit l'émergence d'une exceptionnelle équipe de la Lazio. Emmenés par Pavel Nedved, Sinisa Mihajlovic, Alessandro Nesta ou Juan Sebastián Verón, les Romains brillent à la fois sur la scène italienne et européenne. La concurrence joue à plein en attaque mais Bokšić parvient à marquer régulièrement : 14 buts en 48 apparitions durant l'ère Sven-Göran Eriksson. Avec cette équipe d'exception, Alen Bokšić décroche la Coupe d'Italie en 1998 et en 2000, le doublé Coupe d'Europe des vainqueurs de coupe - Supercoupe de l'UEFA en 1999 et le titre de Champion d'Italie en 2000.
Après sept ans passés en Italie, et à la surprise générale, Alen Bokšić décide de rejoindre la Premier League et le club de Middlesbrough FC, formation du milieu de tableau qui parvient néanmoins à attirer de grands noms dans son effectif (Paul Ince ou Christian Ziege par exemple en 1999). Malgré ses performances en dents de scie depuis quelques saisons, le Croate n'a pas perdu son crédit de grand joueur en Angleterre où il reçoit le salaire astronomique pour l'époque de 63 000 £ par semaine (du jamais vu alors en Angleterre). Faisant taire en partie ses détracteurs, Bokšić inscrit un doublé dès sa première apparition sous le maillot de Middlesbrough contre Coventry City FC (victoire finale 3-1). Les problèmes de santé ne cessent de le perturber durant sa première saison en Angleterre mais il parvient néanmoins à marquer la bagatelle de 12 buts en 28 matches. Il est un plus épargné lors de sa deuxième saison sous le maillot de Boro mais son total de buts atteint péniblement 8 buts. À la suite d'une succession de blessures qui le handicapent et raréfient de plus en plus ses apparitions sur les terrains anglais, Bokšić annonce officiellement la fin de sa carrière le 1er février 2003. Il aura joué le dernier match de sa carrière le 21 septembre 2002 lors de la victoire de son équipe 3-1 contre Birmingham City au Riverside Stadium de Middlesbrough.
Retiré du monde du football, le Croate coule une retraite paisible entre Makarska sa ville natale et Rome[réf. nécessaire].

### En équipe nationale
À 20 ans, Bokšić fait déjà partie du groupe yougoslave pour la Coupe du monde de football de 1990 en Italie. Mais il ne reçoit aucune minute de temps de jeu dans cette compétition, le sélectionneur de l'époque Ivica Osim préférant les joueurs d'expérience qu'étaient Zlatko Vujović et Darko Pančev pour composer sa ligne d'attaque. 
À la suite de la partition de la Yougoslavie au début des années 1990, Bokšić défend naturellement sa patrie d'origine, la Croatie avec laquelle il rate quelques rendez-vous d'importance. Avec Davor Šuker, Zvonimir Boban et Robert Prosinečki (et donc Bokšić), la sélection apparaît extrêmement prometteuse et talentueuse. 
Sa première cape pour la sélection croate est obtenue lors d'un match contre l'Ukraine le 25 juin 1993 où il remplace Miroslav Bičanić à la 59e minute de jeu. Son premier but est inscrit le 3 septembre 1995 contre l'Estonie en qualification de l'Euro 1996 avec un large succès par 7 buts à 1. Avec la sélection croate, il dispute justement la phase finale de cette épreuve qui a lieu en Angleterre. Son équipe doit céder en quarts de finale contre l'Allemagne (2-1). Il reste muet pendant cette compétition. 
Deux ans après, la Croatie se qualifie pour la Coupe du monde 1998. La Croatie est l'équipe surprise du tournoi dont elle parvient à décrocher la troisième place. Néanmoins, Bokšić, blessé, ne peut y participer, laissant le champ libre à Davor Šuker pour briller et devenir le meilleur buteur de la compétition (avec 6 buts). Alen Bokšić connaît finalement sa seule phase finale de Coupe du monde lors de la Coupe du monde 2002 où il ne marque aucun but et où son équipe ne brille guère (troisième de la Poule G derrière l'Italie et le Mexique). 
À la suite de cette Coupe du monde ratée, le Croate honore une dernière cape le 12 octobre 2002 lors des éliminatoires du Championnat d'Europe de football 2004 à Sofia en Bulgarie (défaite 2-0). Finalement, Alen Bokšić est sélectionné 40 fois et inscrit 10 buts avec le maillot à damiers rouges et blancs de la sélection croate.

## Statistiques

### En championnat
| Année     | Équipe                 | Championnat    | Matchs | Buts |
| --------- | ---------------------- | -------------- | ------ | ---- |
| 1987-1988 | Hajduk Split           | Division 1     | 13     | 2    |
| 1988-1989 | Hajduk Split           | Division 1     | 26     | 7    |
| 1989-1990 | Hajduk Split           | Division 1     | 27     | 12   |
| 1990-1991 | Hajduk Split           | Division 1     | 29     | 6    |
| 1991-1992 | Olympique de Marseille | Division 1     | -      | -    |
| 1991-1992 | AS Cannes (Prêt)       | Division 1     | 1      |      |
| 1992-1993 | Olympique de Marseille | Division 1     | 37     | 23   |
| 1993-1994 | Olympique de Marseille | Division 1     | 12     | 3    |
| 1993-1994 | Lazio Rome             | Serie A        | 21     | 4    |
| 1994-1995 | Lazio Rome             | Serie A        | 23     | 9    |
| 1995-1996 | Lazio Rome             | Serie A        | 23     | 4    |
| 1996-1997 | Juventus               | Serie A        | 22     | 3    |
| 1997-1998 | Lazio Rome             | Serie A        | 26     | 10   |
| 1998-1999 | Lazio Rome             | Serie A        | 3      | 0    |
| 1999-2000 | Lazio Rome             | Serie A        | 19     | 4    |
| 2000-2001 | Middlesbrough          | Premier League | 28     | 12   |
| 2001-2002 | Middlesbrough          | Premier League | 22     | 8    |
| 2002-2003 | Middlesbrough          | Premier League | 18     | 2    |

### Buts en sélection
| Nut | Date             | Lieu                      | Adversaire           | Score | Résultat | Compétition                        |
| --- | ---------------- | ------------------------- | -------------------- | ----- | -------- | ---------------------------------- |
| 1   | 3 septembre 1995 | Maksimir, Zagreb          | Estonie              | 3– 1  | 7 – 1    | Qualifications Euro 1996           |
| 2   | 8 octobre 1996   | Renato Dall'Ara, Bologne  | Bosnie-Herzégovine   | 3 − 1 | 4 − 1    | Qualifications Coupe du monde 1998 |
| 3   | 8 octobre 1996   | Renato Dall'Ara, Bologne  | Bosnie-Herzégovine   | 4 − 1 | 4 − 1    | Qualifications Coupe du monde 1998 |
| 4   | 11 octobre 1997  | Stade Bežigrad, Ljubljana | Slovénie             | 3 – 0 | 3 – 1    | Qualifications Coupe du monde 1998 |
| 5   | 15 novembre 1997 | Olympic, Kiev             | Ukraine              | 1 – 1 | 1 – 1    | Qualifications Coupe du monde 1998 |
| 6   | 22 avril 1998    | Gradski vrt, Osijek       | Pologne              | 4 – 0 | 4 – 1    | Match amical                       |
| 7   | 9 octobre 1999   | Maksimir, Zagreb          | Serbie-et-Monténégro | 1 – 0 | 2 – 2    | Qualifications Euro 2000           |
| 8   | 26 avril 2000    | Ernst Happel, Vienne      | Autriche             | 1 – 1 | 2 – 1    | Match amical                       |
| 9   | 11 octobre 2000  | Maksimir, Zagreb          | Écosse               | 1 – 0 | 1 – 1    | Qualifications Coupe du monde 2002 |
| 10  | 6 octobre 2001   | Maksimir, Zagreb          | Belgique             | 1 – 0 | 1 – 0    | Qualifications Coupe du monde 2002 |

## Palmarès

### En club
Hajduk Split
- Vainqueur de la Coupe de Yougoslavie en 1991.

 Olympique de Marseille
- Vainqueur de la Ligue des Champions en 1993.
- ** Champion de France en 1993 ( titre non attribué)

 Juventus Turin
- Champion de Serie A en 1997.
- Vainqueur de la Coupe intercontinentale en 1996.
- Finaliste de la Ligue des Champions en 1997.

 Lazio Rome
- Champion de Serie A en 2000.
- Vainqueur de la Coupe d'Italie en 1998 et 2000.
- Vainqueur de la Coupe d'Europe des Vainqueurs de Coupe en 1999.

### Individuel
- 40 sélections et 10 buts avec l'équipe de Croatie.
- Meilleur buteur du championnat de France en 1993 (22 buts)
- 4e au Ballon d'or France Football en 1993.
- Joueur étranger de l'année France Football en 1993[1]
- Joueur croate de l'année en 1993[2]

### En club
- Remporte avec l'Olympique de Marseille la ligue des champions 1993 sans perdre un match.

## Source
- Marc Barreaud, Dictionnaire des footballeurs étrangers du championnat professionnel français (1932-1997), L'Harmattan, mai 1998, 320 p. (ISBN 2-7384-6608-7)